# Australian Directors Guild
 (janvier 2021).
Si vous disposez d'ouvrages ou d'articles de référence ou si vous connaissez des sites web de qualité traitant du thème abordé ici, merci de compléter l'article en donnant les références utiles à sa vérifiabilité et en les liant à la section « Notes et références ».
L'Australian Directors Guild est une association regroupant les réalisateurs de cinéma et de télévision d'Australie.
Elle remet chaque année depuis 2007 les Australian Directors Guild Awards (ADG Awards).

## Catégories de récompense

### Cinéma
- Meilleur réalisateur pour un film
- Meilleur réalisateur pour un film documentaire
- Meilleur réalisateur pour un film d'animation
- Meilleur réalisateur pour un court métrage

### Télévision
- Meilleur réalisateur pour une série dramatique
- Meilleur réalisateur pour une série comique
- Meilleur réalisateur pour une mini-série
- Meilleur réalisateur pour un serial
- Meilleur réalisateur pour un téléfilm